# Hecate Enthroned
Hecate Enthroned es un grupo de black metal y death metal melódico británico formado en 1995.

## Carrera
Oriunda de Wrexham, Gales, e inicialmente llamada Daemonum, la banda cambió su nombre a Hecate Enthroned en 1995, el cual alude a la diosa de la mitología griega, Hécate.
Luego de publicar un demo y un EP, aparece su álbum debut The Slaughter of Innocence, a Requiem for the Mighty (1997), al cual le sigue Dark Requiems... and Unsilent Massacre (1998) y Kings of Chaos, todos a través del sello Blackened Records.
Tras algunos cambios en la formación y varios años desde su anterior trabajo, editan el álbum Redimus en 2004, marcado por un sonido de black metal sinfónico.
A lo largo de los años el estilo del grupo ha ido mutando, desde el blackened death metal, pasando por el mencionado black metal sinfónico, hasta el death metal melódico.
Redimus marcó la desvinculación de la banda con Blackened Records, y su último trabajo discográfico en el curso de los siguientes 9 años.
Dicho silencio fue roto en noviembre de 2013 con la aparición de Virulent Rapture, quinto disco de la banda, el cual promocionaron con una gira por su país. Después de 6 años sin sacar un álbum, en enero de 2019 lanzaron su álbum Embrace of The Godless Aeon.